# Saint-Christophe (Charente-Maritime)
Saint-Christophe ist eine französische Gemeinde mit 1.405 Einwohnern (Stand: 1. Januar 2022) im Département Charente-Maritime in der Region Nouvelle-Aquitaine. Sie gehört zum Arrondissement La Rochelle, zum Kanton La Jarrie und ist Mitglied im Gemeindeverband La Rochelle Agglomération. Die Einwohner werden Christophois bzw. Saint-Christophois genannt.

## Geografie
Saint-Christophe liegt etwa 15 Kilometer ostsüdöstlich von La Rochelle in der historischen Landschaft Aunis. Umgeben wird Saint-Christophe von den Nachbargemeinden Saint-Médard-d’Aunis im Norden, Anais im Nordosten, Virson im Osten, Aigrefeuille-d’Aunis im Süden, La Jarrie im Westen sowie Clavette im Nordwesten.

## Bevölkerungsentwicklung
| Jahr                      | 1962 | 1968 | 1975 | 1982 | 1990 | 1999 | 2008 | 2013 |
| Einwohner                 | 579  | 575  | 626  | 766  | 827  | 916  | 1163 | 1275 |
| Quelle: Cassini und INSEE |      |      |      |      |      |      |      |      |

## Sehenswürdigkeiten
Siehe auch: Liste der Monuments historiques in Saint-Christophe (Charente-Maritime)

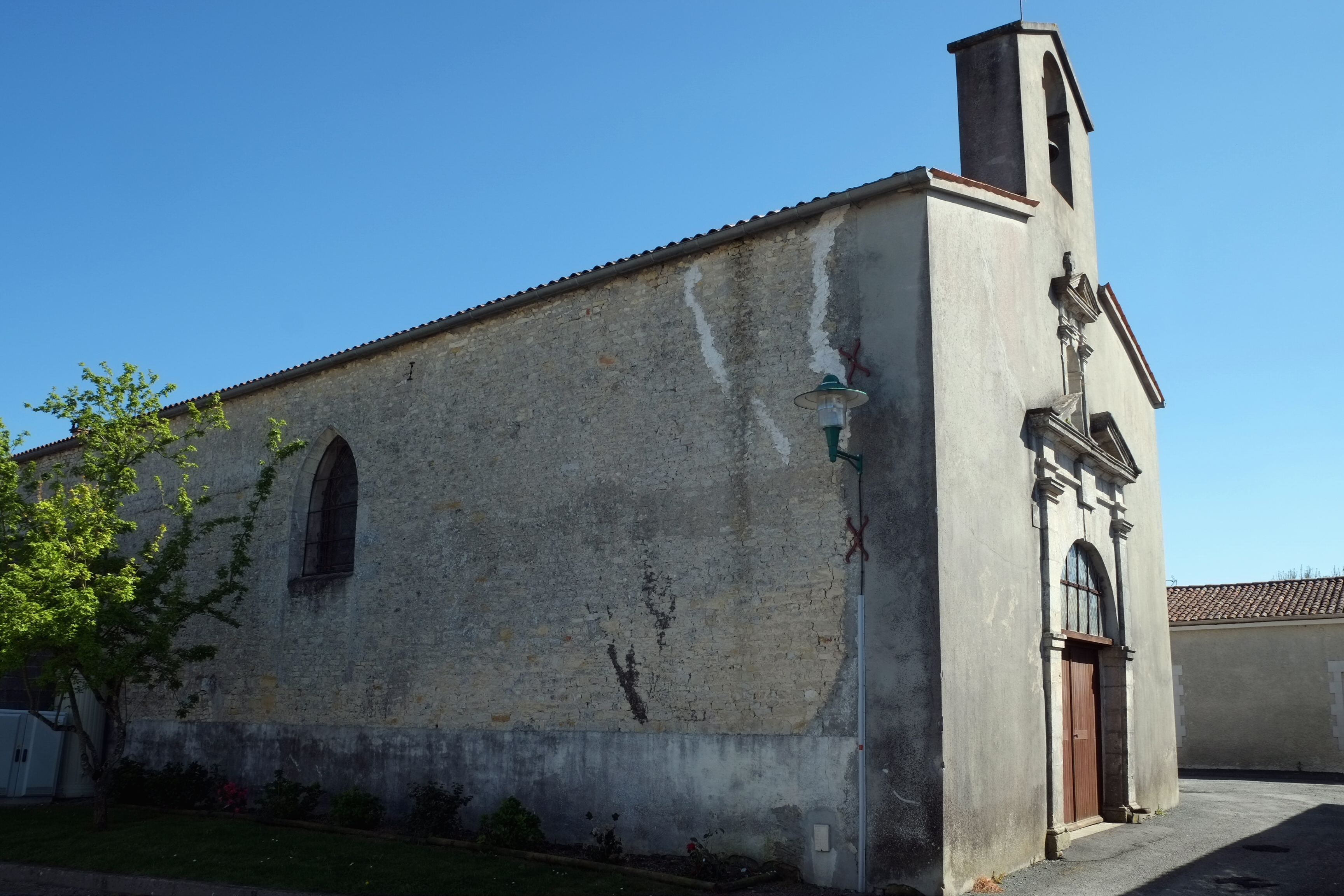
Kirche Saint-Christophe

- Kirche Saint-Christophe